# Eerstgeboorterecht
Het eerstgeboorterecht of primogenituur is het, bij verschillende volkeren en tradities voorkomende, recht van het oudste kind (meestal zoon) op de gehele erfenis of een groter deel van de erfenis dan jongere kinderen. Het is vooral van belang bij een troonopvolging waarin het oudste kind de eerste in lijn van opvolging is.
Het recht heeft als voordeel ten opzichte van een proportionele verdeling van de erfenis dat het versplintering van landbouwgronden en andere eigendommen tegengaat. Dit heeft ook een nadeel: er is geen proces van geleidelijke herverdeling. In de middeleeuwen was het voortdurende adellijke monopolie op landbouwgrond de belangrijkste reden van het stagneren van de rurale economie, en dus van de ontstellende armoede onder horigen.

## Geschiedenis
Vóór de invoering van het eerstgeboorterecht gold een koninkrijk, hertogdom, graafschap of het familie-erf als het persoonlijk bezit van de koning/hertog/graaf/vader van het boerengezin, en daarom mocht hij het naar believen onderverdelen aan zijn zonen. Het Frankische Rijk is hierdoor vaak opgedeeld tussen broers, die elkaar vervolgens bestreden omdat zij het gehele rijk van hun vader voor zichzelf wilden. De bekendste opdeling is het Verdrag van Verdun uit 843, dat het rijk opdeelde in West-Francië, Midden-Francië en Oost-Francië; deze splitsing zou ten slotte definitief worden in de 10e eeuw, na veel bloedvergieten tussen de Karolingen onderling.

### Ontstaan en verbreiding
Het eerstgeboorterecht is in de 11e eeuw ontstaan in West-Europa na talloze familieconflicten over de erfopvolging, die konden uitmonden in successieoorlogen. Het betrof hierbij zowel de koninklijke huizen, de adelshuizen als de boeren; allen besloten in een vrij korte en haast "revolutionair" te noemen periode de eerstgeboren zoon tot erfgenaam te maken van het vaderlijk erfgoed. Het eerstgeboorterecht ging daarmee in tegen de gelijke verdeling van een erfenis over alle kinderen, zoals dat gehanteerd werd in de Salische Wet of Lex Salica (vroege 6e eeuw) voor vele vorstenhuizen in West-Europa sinds de vroege middeleeuwen. De vrouwen waren hierbij de grootste verliezers, omdat zij bijna nooit meer iets konden erven, en de jongere zonen hadden meestal domweg pech later geboren te zijn, maar op deze regel konden uitzonderingen worden gemaakt.

Het gebruik om de oudste zoon het opvolgersrecht te verlenen verspreidde zich in de 12e en 13e eeuw geleidelijk over de rest van Europa, zoals de Britse Eilanden, Scandinavië (Noorwegen in 1260), Zuid- en Oost-Europa (met uitzondering van Rusland). Het is een unieke opvolgingsregeling die buiten Europa nooit tot ontwikkeling is gekomen.

### Vrouwen bij gebrek aan mannen (cognatisch erfrecht)
Er is ondanks dit voorrecht voor eerstgeboren zonen vaak discussie geweest of de opvolging ook in vrouwelijke lijn mocht verlopen wanneer de overleden heer geen mannelijke nakomelingen had. Hiermee kon beter voorkomen worden dat dynastieën uitstierven. Dit maakte een uitgekiende huwelijkspolitiek interessant: vorsten huwelijkten hun zonen het liefste uit aan een dochter van een andere vorst die geen zonen had, zodat het bezit aan de eigen erflanden kon worden toegevoegd als deze schoonvader-vorst overleed zonder alsnog mannelijke erfgenamen te kunnen leveren (middels verwekking of adoptie).
Van oudsher had het Heilige Roomse Rijk alleen agnatisch (mannelijk) erfrecht opgenomen in het officiële rijksleenrecht, wat te maken had met dat leenmannen van oorsprong hun leenheer ook militaire steun moesten bieden (hetgeen werd gezien als een typische mannenplicht). Na enkele eeuwen gebeurde dat echter niet meer en werden de militaire verplichtingen afgekocht, waarmee er geen reden meer was om vrouwen uit te sluiten van het rijkserfrecht, al werd dat officieel niet aangepast. De facto kwam het vanaf de 13e eeuw regelmatig voor dat de rooms-koning/keizer zijn kleinere, binnenlandse lenen volgens de vrouwelijke lijn aan erfgenamen bedeelde.
Dit cognatisch erfrecht verwierf bijvoorbeeld Reinald I van Gelre in 1295 van rooms-koning Adolf van Nassau:

Indien de genoemde graaf zonder zonen zou komen te overlijden, terwijl er wel dochters
zijn, dan zal de oudste onder de achtergebleven dochters, dus de eerstgeborene, en de
nakomelingen van deze eerstgeborene, ongeacht hun geslacht, hem volledig opvolgen in
het graafschap Gelre met alles wat daarbij hoort.

Een rijksleen dat door zowel een vrouw als een man mocht worden geërfd, heette een spilleleen of konkelleen (bijvoorbeeld Gelre, Vlaanderen en Henegouwen), terwijl een rijksleen dat slechts door een man mocht worden geërfd een zwaardleen werd genoemd (bijvoorbeeld Holland en Zeeland). De Brabantse Successieoorlog (1356–1357) ging over de vraag of het Hertogdom Brabant agnatisch moest blijven of cognatisch mocht worden, met andere woorden een zwaardleen blijven of een spilleleen worden.
In 1890 was het zoonloos overlijden van Willem III der Nederlanden reden voor het Groothertogdom Luxemburg om zich van de Nederlandse monarchie af te scheiden met een beroep op de oude Lex Salica, terwijl Nederland met Wilhelmina een vrouw op de troon kreeg. Terwijl Luxemburg met zijn nieuwe groothertog Adolf overstapte op de tak Nassau-Weilburg om een man op de troon te krijgen, schafte zijn zoon Willem IV van Luxemburg alsnog de Salische Wet af, omdat hij slechts dochters had, zodat in 1912 Maria Adelheid hem kon opvolgen.
In 1963 vond er in Nederland een grondwetswijziging plaats. Deze aangepaste "Grondwet bepaalde dat in de orde van de troonopvolging zonen van de laatste Koning voorrang hadden boven dochters, en daarna het oudste kind; bij gebrek aan eigen nakomelingen van de Koning kwamen op gelijke wijze de nakomelingen van de ouder of uiteindelijk de grootouder van de laatste Koning in aanmerking voor de troon. Vrouwelijke troonopvolgers moesten, met andere woorden, niet langer wijken voor alle mannelijke troonopvolgers, maar slechts voor mannelijke troonopvolgers die even nauw aan de Koning verwant waren als zijzelf." Sinds 1983 is er in het Koninkrijk der Nederlanden geen voorrangsregel meer, zodat het oudste kind, ongeacht het geslacht, de troonopvolger is.

### Gelijk eerstgeboorterecht

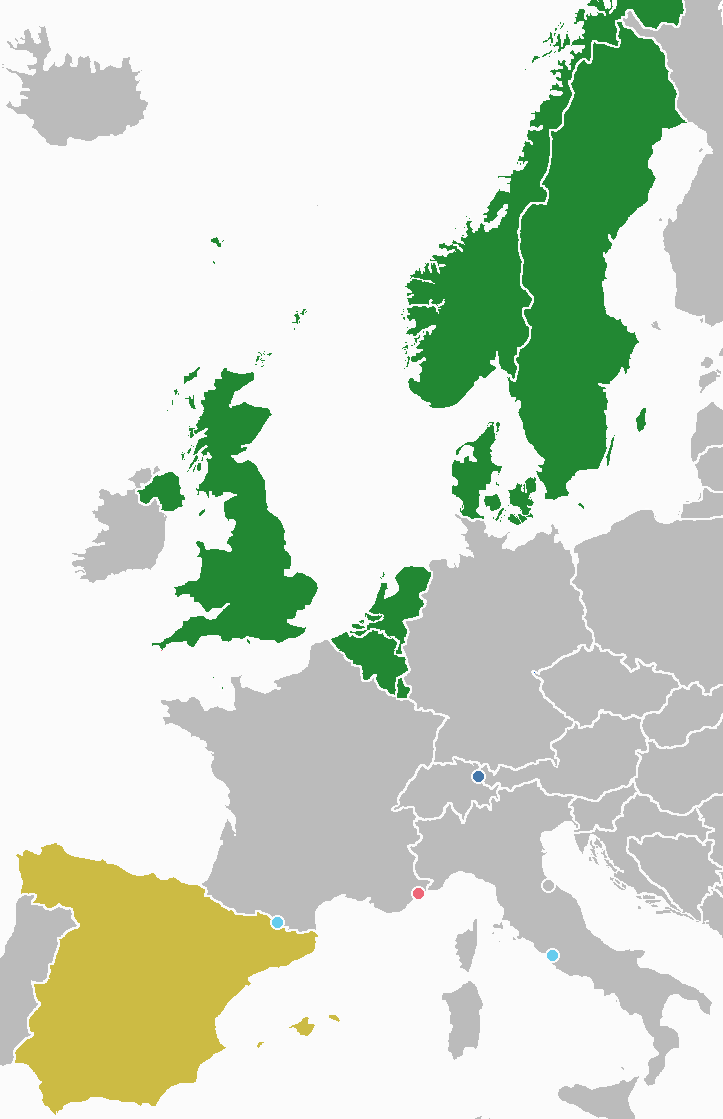
Europese vorstenhuizen naar opvolging:
gelijk eerstgeboorterecht
mannelijk eerstgeboorterecht, zal wijzigen in gelijk eerstgeboorterecht
mannelijk eerstgeboorterecht
Salisch eerstgeboorterecht
verkiezing/benoeming

Gelijk eerstgeboorterecht/primogenituur of absoluut eerstgeboorterecht/primogenituur verwijst naar de sinds 1980 veel gedane grondswetswijziging in veel Europese monarchieën dat het oudste kind van de overleden vorst altijd de opvolging toekomt, ongeacht het geslacht, en dit dus ook de oudste dochter kan zijn in plaats van de oudste zoon die jonger is dan de oudste dochter. De volgende landen hebben deze hervorming doorgevoerd:
- 1980: Zweden
- 1983: Nederland
- 1990: Noorwegen
- 1991: België
- 2009: Denemarken
- 2011: Luxemburg
- 2015: Verenigd Koninkrijk (Perth Agreement uit 2011 van kracht sinds 26 maart 2015)

In België ging de invoering van gelijk eerstgeboorterecht samen met de afschaffing van de Salische Wet, waarmee men dus twee stappen in één keer zette in de richting van seksegelijkheid.
In de volgende landen is er nog geen eerstgeboorterecht:
- Japan: in 2001 kregen de kroonprinses en kroonprins na lang proberen eindelijk een kind, maar het was een meisje, Aiko. Er was toen al bijna 41 jaar lang geen mannelijke erfgenaam meer geboren in de keizerlijke familie. Er begon een maatschappelijk debat te woeden om vrouwen toe te staan als troonopvolgers, hetgeen kon rekenen op een groot electoraal draagvlak afgaande op verschillende opiniepeilingen. Conservatieve politici protesteerden echter en wilden de traditie in stand houden, waarbij onder meer werd geopperd dat het kroonprinselijk paar een zoon kon adopteren, de kroonprins een bijvrouw kon nemen of dat enkele na de oorlog door de Verenigde Staten onterfde familielijnen weer konden worden erkend als legitiem. In september 2006 kreeg de broer van de kroonprins, Akishino (2e in lijn), een zoon, Hisahito (3e en laatste in lijn). Hij zou de lijn kunnen voortzetten en daarmee is het debat voor een groot deel zijn urgentie verloren.
- Spanje: de adel heeft al gelijk eerstgeboorterecht, voor het koningshuis liggen sinds 2004 ook plannen klaar. De grote twee partijen waren het al eens, maar de wetswijziging is nog niet doorgevoerd. Ook omdat kroonprins (sinds 2014 koning) Felipe alleen maar dochters heeft, is de verwachting dat er met Leonor een vrouw op de Spaanse troon komt en is er voorlopig geen haast met een wetswijziging. Felipe zelf kreeg overigens nog voorrang op zijn twee oudere zussen Elena en Cristina. Zie ook lijn van Spaanse troonopvolging.
- Monaco: hier heeft een zoon nog steeds voorrang op een dochter.

## Politieke voordelen en nadelen
Het feit dat in landen die de monarchie als staatsvorm hadden, tijdens het ancien régime, de oudste zoon de titel en macht van de overleden vorst erfde, leidde vaak tot afgunst bij de jongere zonen en natuurlijk ook bij de dochters. In een feodaal land had de adel ook de neiging om in opstand te komen tegen deze vorm van opvolging.
Daar staat tegenover dat de bijna mechanische machtsoverdracht voor grotere stabiliteit zorgde. In vergelijking met monarchieën met gekozen vorsten, aangeduide troonopvolgers of vagere opvolgingsregels, kenden staten met eerstgeboorterecht drie keer minder afzettingen en hadden ze na een koninklijk overlijden drie keer minder burgeroorlogen. Ook waren de regeerperiodes langer.